# 柠檬青柠苦精
柠檬青柠苦精（英語：Lemon, Lime and Bitters，簡稱LLB）是一种由柠檬水、浓缩青檸汁和安格仕苦精调成的饮料。其中柠檬水有时会被柠檬苏打水代替。
柠檬青柠苦精因其非常低的酒精含量，一般会被认为是无酒精的鸡尾酒。也有一些地方认为它是酒精饮料，需要出示身分證才能购买。

## 历史
柠檬青柠苦精在澳大利亚和新西兰非常常见。它成为了高爾夫球球员打球结束后的传统饮料。

在大多数酒吧中，LLB都是现调的。然而有数家软饮公司研制了预调版的柠檬青柠苦精，并且在超市中有售。